# 8862 Takayukiota
8862 Takayukiota (tên chỉ định: 1991 UZ) là một tiểu hành tinh vành đai chính. Nó được phát hiện bởi Satoru Otomo ở Takane, Yamanashi, Nhật Bản, ngày 18 tháng 10 năm 1991. Nó được đặt theo tên Takayuki Ota, nhà thiên văn học nghiệp dư Nhật Bản.